# Échos Sud-Aviation

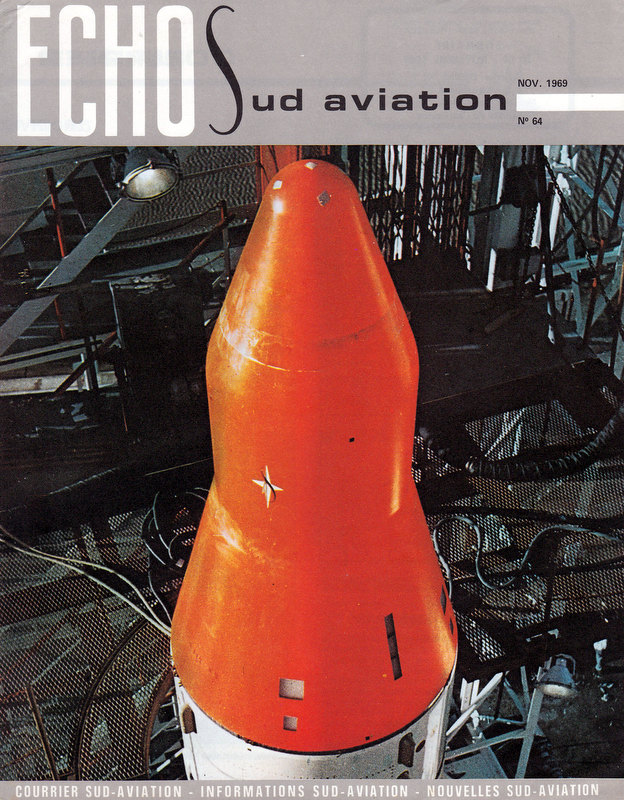
La Une du no 64, novembre 1969, avec photo d'un corps de rentrée d'un missile MSBS M1.

Échos Sud-Aviation est un bulletin interne du constructeur aéronautique Sud-Aviation.

## Généralités
Échos Sud-Aviation comportait en général entre 8 et 12 pages. Après la constitution Société nationale industrielle aérospatiale, la revue mensuelle Aerospatiale est créée en 1970.